# Luís Carlos da Fonseca
Luís Carlos da Fonseca (início do século XIX — 21 de abril de 1887) foi um médico e político brasileiro. Foi deputado geral e senador do Império do Brasil de 1875 a 1887.